# 跨界作品
跨界作品（英語：Crossover）亦称交叉，是在漫畫、小說、動畫等領域，不同作品的角色保留了原來的虛構世界或角色設定，在另一部作品內登場共同進行故事。作品間的設定衝突經常被忽略。這類作品的產生來自相關著作權持有者之間的法律協定，或是由於未經授權的愛好者創作。

## 概要
通过来自不同故事的角色共演来引起话题，在冷门系列中让人气角色登场联动以增加销量，在短时间内展开复杂宏大故事，防止陳腔濫調。
跨界项目从一开始就决定好的跨界主题，然后投入很多已成型的来自各系列不同世界角色的“全明星作品”。可以是单篇作品，也可以形成新系列作品，构建与原系列不同的新宇宙。
不同世界角色登场但是没有干涉故事连贯性的客串联动，也常被称为跨界。
另外，作者没有明确宣布为共同世界，虽然在作品中暗示或明示处于同一世界，但达到了跨界的效果，以这种联动方式构建共同宇宙。为了达到这种效果，手冢治虫首先建立并固定了角色的外表和名字，然后将其分别分配到不同作品中的不同角色中。即手冢治虫所说的“明星体系”，某个系列的次要角色，作为系列主人公的衍生作品，有时是主角，有时是配角，有时是点睛之笔，也有只是被提及的作品。为了再现真实社交，巴尔扎克创作了《人间喜剧》展开的人物再现法。多名作者以同一个世界为舞台的共享世界、多部作品在虚构的漫长编年史中成为点缀的“未来史”。

## 背景

### 官方跨界
跨界通常由官方主导，以便知识产权持有者通过结合两个或多个受欢迎的系列来获得经济回报。其他情况下，跨界可以用于引入旧概念的新衍生物。另一个目的是赋予虚构角色更多的情感可信度，从而增加粉丝的投入感。
跨界通常发生在单一持有者拥有的知识产权之间，但更罕见的是，只要能够克服固有的法律障碍，它们可能涉及来自不同持有者的知识产权。它们还可能涉及使用已进入公有领域的角色以及同时受版权保护的角色。
一个跨界故事可能会试图解释跨界产生的原因，比如背景实际为共同世界的“跨界”（如《黃金女郎》和《空巢》中的邻居）和不同世界通过维度裂缝或类似现象相遇（科幻系列跨界的常见解释），而有些跨界没有解释。其他则在虚构背景下是荒谬或根本不可能的，并且必须被该系列各自的连贯性所忽略。还有故意使两个或多个虚构宇宙之间的关系变得混乱，就像《辛普森一家》和《乃出個未來》一样，每个节目都是虚构的。

### 非官方跨界
与合法跨界相比，非官方跨界完全是因其创作者获得的艺术乐趣而创建的。非官方跨界通常以同人小说和同人艺术的形式出现，但在愛好者電影和音频中这种隐喻越来越普遍。虽然官方的跨界经常受到版权、版税、写作质量和角色所有权等问题的阻碍，但非官方跨界不受这些问题的约束，只要知识产权持有者不行使其禁止作品发布的权利。如未经授权的爱好者电影《蝙蝠侠：死角》，它将蝙蝠侠、異形和終極戰士的交集在一个世界中。
非官方的跨界也可能发生在“假设”场景中。羅傑在《蓋酷家庭》中客串，而布莱恩则在《特工老爹》中客串！罗杰、羅羅·塔布斯和Klaus出现在《蓋酷家庭》与《星際大戰正傳三部曲》跨界恶搞的最后一集中，分别饰演星区总督杰杰罗德、尼恩·南布和阿克巴上將。斯图威还以《识骨寻踪》的幻觉中出现。来自《芝麻街》的艾蒙在情景喜剧《托克爾森一家》中在康妮·雷的幻觉中出现。常见的不同科幻系列同人跨界，例如《星際大战》和《星艦奇航記》或《巴比伦五号》和《星际之门》。
M.U.G.E.N是一个格斗游戏引擎，具有许多爱好者创作的虚构角色和舞台，来自各种漫画、影视以及电子游戏。

## 美国漫画
由一家公司或出版商拥有的多个角色联动被用于连贯性设定，其中角色可以在同一背景下经常相遇。对于漫画出版商来说尤其如此，因为各种漫威、DC或勇士漫画中的不同角色经常互动，因为他们生活在一个“共享宇宙”中。在漫画中，这些“明星”客串角色很常见，通常视为非跨界的联动，这种短期合作被称为联动组队，其设定规范符合连贯性。而公司间漫画跨界不太常见。
漫画跨界为其中一家出版商拥有的角色和元素一起出现并与另一家出版商拥有的角色和元素互动，通常采用單篇或限量迷你系列的形式，不属于共同世界。漫威和DC之间著名的交叉包括1976年《超人vs超凡蜘蛛侠》、1996年《DCvs漫威》、2003年《正义/复仇者联盟》和汞合金漫画系列，其中原创角色被认为是DC和漫威角色的合体。与其他出版商还有《蝙蝠侠/忍者神龟》、《阿奇与惩罚者》。漫画出版商之间的其他合作可能不包括传统的跨界作品，而是以原创角色或其他媒体为特色，例如 WildStorm（DC漫画子公司）和Dynamite2007年的迷你系列《Freddy vs. Jason vs. Ash》。

## 卡通动画
动画跨界比较常见，其中大多数（如漫画或真人电视节目）通常为同一家公司拥有的角色。如卡通頻道的《小孩大聯盟特别篇》。它有五个跨界作品：《搗蛋三傻》、《小孩大聯盟》、《愛酷一族》、《飛天小女警》和《史酷比》的联动，这些都是卡通頻道系列。
在1970年代和1980年代动画跨界在漢納巴伯拉動畫中尤为常见，如《新史酷比影片》中出现的《哈林环球旅行者》、《嬌西少女隊》、《珍妮》、《高速越野》、《蝙蝠侠的冒险》、《阿達一族》角色。后来《漢納巴伯拉 Superstars 10》为10部影视跨界联动影集。在 1977年至1979年的《史酷比全明星》中达到极致，该系列本质上是漢納巴伯拉系列角色的聚会。
跨界不一定由共同所有权下的角色组成。迪士尼电影《谁陷害了兔子罗杰》中的角色来自迪士尼、华纳和米高梅。《卡通全明星救援》这部卡通片包含周六早间卡通片中的流行角色，ABC、CBS、Fox和NBC联合播出了这个半小时的特别节目以宣传禁毒，其中有来自他们各自电视网络的角色，包含輝兒、杜兒、路兒、维尼、跳跳虎、史萊姆、米开朗琪罗、兔八哥、達菲鴨、花栗鼠阿尔文、蓝精灵、阿福、加菲猫、科米蛙、猪小姐、刚左。动画公司为这个项目授予了无限制的、免版税的卡通人物使用权，这一壮举在之前或之后都是无与伦比的。这部作品也由当时的总统乔治·H·W·布什和芭芭拉·布什介绍，并将在全国学校和音像店免费发行。
网络卡通也可以与不同的其他网络卡通、知识产权系列、YouTuber等进行跨界联动。

## 电影
环球影业一系列怪兽电影中的第一部跨界电影是1943年的《弗兰肯斯坦遇狼人》。 在漫画出版社漫威漫画涉足电影制作后，他们开始为复仇者联盟成员制作电影，即将上映的电影中的角色在另一位超级英雄主演的电影中客串，导致了联动电影《復仇者聯盟》。受到漫威成功的启发，拥有DC漫画英雄电影版权的华纳兄弟宣布制作《蝙蝠俠對超人：正義曙光》，并进一步计划开发电影扩展宇宙，而派拉蒙影業和Entertainment One宣布计划创建一个变形金刚电影宇宙。
日本电影界有过无数的跨界。怪兽电影的繁荣见证了東寶制作的大量跨界作品，一些怪物在许多电影中组成了团队。哥斯拉、摩斯拉和拉頓各自首次出现在独立电影中，然后相互对抗，甚至联手对抗更强大的敌人。他们的第一次相遇是在1964年《魔斯拉決戰哥斯拉》，几个月后在《三大怪獸 地球最大決戰》中相遇。1962年，东宝发行了《金刚大战哥斯拉》。形成了新的怪兽宇宙。

## 日本动漫
日本动画与漫画有许多以来自同一公司的角色或节目的跨界活动，如包含三个《週刊少年Jump》漫画系列《七龙珠》、《ONE PIECE》、《美食獵人TORIKO》跨界联动的一小时的特别动画《美食獵人 & ONE PIECE & 七龍珠Z 超夢幻合作特別篇！！》，如同大多数跨界联动一样，这个特别节目是一个爱好者服务剧集，遵循共同剧情线。这种跨界联动的独特之处在于，当三部剧中的角色分成几组时，成员们都拥有相同的角色特征，例如主要角色悟空、路飞和特瑞科都属于愚蠢、善良、坚强的类型。
同人社團的二次創作亦是角色跨界的常见领域，如：CLAMP、TYPE-MOON、07th Expansion等，各自的不同系列作品中均有相同的人物、世界观、设定，看似共同世界，却是不同平行世界的跨界。

## 电子游戏
当电子游戏中原本无关的虚构人物、故事、场景、宇宙或媒体相遇并相互时，就会发生电子游戏中的跨界。这些可以从简单地作为游戏中的可玩角色或BOSS出现，作为特殊的客串角色，或者两个或多个系列以跨界为主题的游戏。
跨界多出现于多角色可玩的游戏中。在不以跨界为主题的游戏中，角色跨界作为扩展内容附加，从而不影响游戏本体内容的连贯性。跨界联动是网络游戏中的常见活动，以角色、道具等跨界元素提高游戏人气与課金。
1988年，科樂美制作了第一款跨界电子游戏《科拿米世界》，其中包括《恶魔城》中的西蒙‧貝爾蒙多、环球影业的金刚、华纳电影《七宝奇谋》的Mikey。2007年11月发行的《瑪利歐與音速小子在北京奧林匹克運動會》以及两个月后发行的《任天堂明星大亂鬥X》是瑪利歐和音速小子（以及相关角色）的首次游戏跨界。
以跨界为主题的游戏：
- SNK发行：SNK格斗女皇（英语：SNK Gals' Fighters）、SNK女傑狂熱大亂鬥、SNKvs.卡普空（英语：SNK vs. Capcom）系列、NeoGeo格斗竞技场（英语：Neo Geo Battle Coliseum）
- 科樂美发行：科拿米世界
- 卡普空发行：快打旋風 X 鐵拳、漫威vs.卡普空（英语：Marvel vs. Capcom）系列、卡普空vs.SNK（英语：SNK vs. Capcom）系列、卡普空格斗进化（英语：Capcom Fighting Evolution）、快打旋風 X 洛克人（英语：Street Fighter X Mega Man）
- 世嘉发行：電擊文庫 FIGHTING CLIMAX、索尼克賽車 交叉世界
- 万代南梦宫发行：南夢宮X卡普空、穿越领域计划、穿越领域计划2（英语：Project X Zone 2）
- Nitro+发行：Nitroplus Blasterz -Heroines Infinite Duel-、NITRO+ROYALE -HEROINES DUEL-
- 光荣特库摩发行：無雙OROCHI系列、無雙☆群星大會串
- 史克威尔艾尼克斯发行：勇者斗恶龙&最终幻想在富豪街系列
- 亞克系統发行：蒼翼默示錄：交叉組隊戰
- Atlus发行：世界树与不思议的迷宫
- THQ发行： MXvs.ATV（英语：MX vs. ATV）
- 暴雪发行：风暴英雄
- 维珍互动发行：機器戰警vs.終結者（英语：RoboCop_Versus_The_Terminator）
- Midway发行：真人快打vs.DC宇宙（英语：Mortal Kombat vs. DC Universe）
- 任天堂发行：雷頓教授VS逆轉裁判、任天堂明星大亂鬥系列、瑪利歐&索尼克 AT 奧林匹克運動會系列、宝可梦+信长之野望
- 育碧发行：马力欧+疯狂兔子 王国之战、马力欧+疯狂兔子 希望之星（英语：Mario + Rabbids Sparks of Hope）
- 迪士尼互动发行：迪士尼无限系列（英语：Disney Infinity）
- 跨界影片游戏：AZITO系列、超级特摄大战2001、異形戰場游戏系列

《週刊少年Jump》连载漫画系列以跨界为主题的游戏：
- Famicom Jump 英雄列传
- Famicom Jump2 最强的七人（英语：Famicom Jump II: Saikyō no Shichinin）
- D.O.N 大乱斗（英语：Battle Stadium D.O.N）
- Cult Jump
- Jump明星大乱斗（英语：Jump Super Stars）
- Jump明星終極大亂鬥
- J明星胜利对决（英语：J-Stars Victory VS）
- 週刊少年Jump ORE卡牌
- 英雄氣泡
- 週刊少年Jump 實況競技場
- JUMP FORCE

## 印刷媒体
在文学中，一些作者通过将他们写的不同小说中的人物纳入其中来进行跨界。文学中第一个流行的跨界作品是1885年马克·吐温的小说《頑童歷險記》，湯姆·索亞客串了该小说。
插画家霍华德·皮尔将他的作品《Twilight Land》构思为这样的跨界作品。在其中，一位无名的叙述者被传送到“Twilight Land”，并在一家旅馆的晚会上遇到了著名的童话人物：鵝媽媽、灰姑娘、福图内特斯、辛巴达、阿拉丁、艾思兰、勇敢的小裁縫等人聚集同框，互相讲述其他文学人物的冒险故事。

## 公有领域
作者使用进入公有领域的角色“跨界”也很常见，因此在其他作品中使用这些角色不需要版权或版税。如阿兰·摩尔和凱文·歐尼爾的《非凡绅士联盟》，所有主要角色和大多数次要/背景角色都是版权已过期的虚构角色，并且都是不同作者和创作者的角色，汇集在一个巨大的扩展宇宙中。菲利普·约瑟·法默的《沃尔德·牛顿家族》系列也利用并交织了许多原本不相关的虚构人物，通过推测他们之间的家庭联系（例如夏洛克·福尔摩斯和泰山之间的血缘关系）。羅傑·澤拉茲尼的小说《寂寥十月某一夜》结合了夏洛克·福尔摩斯、弗兰肯斯坦博士、开膛手杰克和克苏鲁神话。
有时，作者会将版权仍由原作者持有（或作为遗产被继承）的经典虚构角色跨界，角色的标志性特征足以从一些描绘和表现中被识别，而无需直接使用原名（因此不需要向版权所有者支付版税）。一个突出的例子出现在漫画《非凡绅士联盟》第一卷中，一个重要的反派在外表和描述上被明确认为是傅满洲的角色。然而，由于这个角色在撰写时不属于公有领域，他的创造者萨克斯·罗默的遗产仍拥有版权，因此在作品中没有直接使用原名。